# Voima (isbrytare, 1953)
Voima ("kraft") är en finländsk isbrytare, som började sin tjänstgöring 1954. Fartyget överfördes till Navigationsverket 1956. Den var kraftigare än sina samtida systrar, och ansågs efter några års provdrift ha mycket bra isbrytaregenskaper. År 1975 konstaterades skrovet och propellermaskineriet vara i gott skick, men tekniken något gammaldags i övrigt, så det beslöts bygga om fartyget totalt. Allting ovanom huvuddäck, och huvudmaskineriet förnyades 1977, och det gamla likströmssystemet ersattes med växelström.